# جاي ميلر (كرة سلة)
جاي ميلر (بالإنجليزية: Jay Miller)‏ مواليد 19 يوليو 1943 في سانت لويس - الوفاة 5 أبريل 2001، كان لاعب كرة سلة أمريكي ومثل منتخب بلاده.

## فرق لعب لها
- أتلانتا هوكس
- ميلووكي باكز
- إنديانا بايسرز

## روابط خارجية
- جاي ميلر على موقع الاتحاد الدولي لكرة السلة (الإنجليزية)
- جاي ميلر على موقع إن بي أي (الإنجليزية)
- جاي ميلر على موقع سبورتس رفرنس (الإنجليزية)
- جاي ميلر على موقع كلية كرة السلة في سبورتس رفرنس.كوم (الإنجليزية)
- جاي ميلر على موقع ريلجم (الإنجليزية)
- جاي ميلر على موقع بروبوليرز (الإنجليزية)